# Souverain (1757)
Pour les autres navires du même nom, voir Souverain (navire).
Le Souverain était un navire de 74 canons de la Marine française, le premier navire de la classe Souverain. C'était un vaisseau de force lancé selon les normes définies dans les années 1740 par les constructeurs français pour obtenir un bon rapport coût/manœuvrabilité/armement afin de faire face à la marine anglaise qui disposait de beaucoup plus de navires depuis la fin des guerres de Louis XIV.

## Résumé de sa carrière
Il fut lancé en 1757 pendant la guerre de Sept Ans et participa en 1759 à la bataille de Lagos sous les ordres du comte de Panat. Il échappa à la capture ou à la destruction après la défaite de l'escadre lors de ce combat.
Lors de la guerre d'Indépendance américaine il fut placé sous les ordres du commandeur de Glandevès. Il prit part à la bataille de la Martinique en 1780, aux batailles de Fort-Royal et de Chesapeake en 1781, puis à la bataille des Saintes, en 1782. En 1792, pendant la Révolution française, il fut rebaptisé Peuple Souverain ou les Gens Souverains.
Au début de 1793, le Peuple Souverain stationnait à Toulon lorsque la guerre avec l’Angleterre reprit. Le 29 août, Toulon, en pleine agitation contre-révolutionnaire, ouvrait ses portes à la flotte anglaise qui y débarquait une armée. L’escadre fut neutralisée. La contre-offensive des armées républicaines força cependant les Anglais à évacuer. Le Peuple Souverain eu la chance d'échapper à la capture de plusieurs unités et surtout à l'incendie du 18-19 décembre qui détruisit huit vaisseaux.
En 1798, lors de l'expédition en Égypte de Bonaparte, le Peuple Souverain faisait partie des 12 vaisseaux de l'escorte. A la bataille d'Aboukir, il était en cinquième position sur la ligne de bataille française. Il subit les coups du HMS Orion qui s'était glissé entre la côte et les vaisseaux français. Capturé, il fut par la suite incorporé dans la Royal Navy sous le nom d'HMS Guerrier, mais comme il n'était plus en état pour servir en haute mer, il fut utilisé comme navire de garde.

### Sources et bibliographie
- (en) W.J. Eccles, France in America, New York, Harper & Row, Publishers, 1972 (présentation en ligne)
- Michel Vergé-Franceschi (dir.), Dictionnaire d'Histoire maritime, éditions Robert Laffont, coll. « Bouquins », 2002
- Martine Acerra et André Zysberg, L'essor des marines de guerre européennes : vers 1680-1790, Paris, SEDES, coll. « Regards sur l'histoire » (no 119), 1997, 298 p. [détail de l’édition] (ISBN 2-7181-9515-0, BNF 36697883)
- Guy Le Moing, Les 600 plus grandes batailles navales de l'Histoire, Rennes, Marines Éditions, mai 2011, 620 p. (ISBN 9782357430778)
- Patrick Villiers, La France sur mer : De Louis XIII à Napoléon Ier, Paris, Fayard, coll. « Pluriel », 2015, 286 p. (ISBN 978-2-8185-0437-6)
- Jean-Michel Roche (dir.), Dictionnaire des bâtiments de la flotte de guerre française de Colbert à nos jours, t. 1, de 1671 à 1870, éditions LTP, 2005, 530 p. (lire en ligne)
- Alain Demerliac, La Marine de Louis XV : Nomenclature des Navires Français de 1715 à 1774, Nice, Oméga, 1995
- Jean Meyer et Martine Acerra, Histoire de la marine française : des origines à nos jours, Rennes, Ouest-France, 1994, 427 p. [détail de l’édition] (ISBN 2-7373-1129-2, BNF 35734655)
- Onésime Troude, Batailles navales de la France, t. 1, Paris, Challamel aîné, 1867-1868, 453 p. (lire en ligne)
- Onésime Troude, Batailles navales de la France, t. 2, Paris, Challamel aîné, 1867, 469 p. (lire en ligne)
- Georges Lacour-Gayet, La Marine militaire de la France sous le règne de Louis XV, Honoré Champion éditeur, 1910 (1re éd. 1902) (lire en ligne)
- Georges Lacour-Gayet, La marine militaire de France sous le règne de Louis XVI, Paris, éditions Honoré Champion, 1905 (lire en ligne)